# Test (psychologie)
 (juillet 2008).
Si vous disposez d'ouvrages ou d'articles de référence ou si vous connaissez des sites web de qualité traitant du thème abordé ici, merci de compléter l'article en donnant les références utiles à sa vérifiabilité et en les liant à la section « Notes et références ».
 (janvier 2017).
Pour les articles homonymes, voir Test.
En psychologie, un test est une épreuve qui permet à un psychologue d'obtenir des renseignements sur le profil psychologique d'une personne dans le cadre d'un système d'évaluation. Ceux-ci (il en existe plus de 2000) peuvent être utilisés par un psychologue en orientation dans le cadre d'un processus d'orientation, par un psychologue scolaire dans le cadre d'une évaluation psychologique en milieu scolaire, également par des psychologues cliniciens et/ou des neuropsychologues dans le cadre d'un diagnostic psychopathologique. On peut classer les tests et les instruments associés selon ce qu'ils visent à mesurer et à qualifier. On distingue les tests liés à une évaluation différentielle de ceux liés à une évaluation clinique. L'évaluation psychologique implique généralement un ensemble de tests, les résultats d'un test isolé n'ayant qu'une valeur limitée.

## Historique
Les premiers tests psychologiques ont vu le jour en France avec Alfred Binet, un psychologue qui, à la demande du gouvernement français, créa en 1905 la première échelle métrique de l'intelligence. Ces premiers tests psychologiques visaient essentiellement la mise en évidence des performances individuelles.

## Classification

### Tests liés à une évaluation différentielle
Il s'agit d'un examen psychométrique dit aussi à bande étroite. L'objectif des tests est de quantifier des traits particuliers en se référant à une norme. On peut distinguer les tests qui évaluent une performance maximale et ceux qui évaluent un comportement typique.

#### Tests de performance maximale (aptitudes)
Il s'agit d'un examen avec des tests d'aptitudes. Selon la nature du test, on peut distinguer les tests de vitesse (problèmes simples, temps limité) et les tests de puissance (difficulté progressive, sans limite de temps). Les réponses sont justes ou fausses. Plus récemment, certains tests d'aptitudes se sont fondés sur la « théorie des réponses aux items » (TRI) et forment ce que l'on appelle les tests adaptatifs. Selon les évaluations que l'on cherche à établir, on peut classer les tests d'aptitudes de la façon suivante :
- facteur g (général) : B53, PM38, D48, Compréhension d'ordre, AssessFirst GF40 ;
- facteur r (raisonnement) : Flanagan, groupe de lettres, logique relationnelle, AssessFirst RNV40 ;
- facteur v (verbal) : extension de classe, élimination 1/6, Gyprover, BV/C 16, BV 50, R3 ;
- facteur n (numérique) : égalités arithmétiques, égalités algébriques, opérations énoncées, calcul de longueur de Faverge, combinaison de lignes, différences entre deux résultats ;
- facteur s (spatial) : B 101, relations spatiales (DAT), briques (BCR), figures de Rybakoff, S13 ;
- scolaire : orthographe MG77, mathématiques I, II, III ;
- attention : ordination de chiffre, d2 Hogrefe, MC 54 ;
- mémoire : mémoire de 15 mots, mémoire de 30 figures à compléter ;
- techniques manuelles : fil de fer, galet (Rey).

Les tests de QI sont généralement composés de plusieurs tests. Les tests de QI les plus utilisés sont selon une enquête internationale menée dans 44 pays (Oakland & HU, 1992) la WAIS, le WISC, les matrices progressives de Raven, le test Stanford-Binet et le DAT (Differential Aptitude Test, une batterie factorielle). En dehors de ces tests majeurs, nous pouvons également citer la WPPSSI et le test Binet-Simon. L'ensemble de ces tests ne sont que rarement utilisés comme unique tests car ils sont insuffisants pour apprécier globalement les connaissances d'un enfant, d'un adulte et les éventuels problèmes de personnalité qui influent sur leur acquisition.
Font également partie des tests de performance maximale, les tests de connaissance-réalisation (les examens scolaires), bien que ces derniers n'aient pas de statut scientifique, les notes étant attribuées en fonction d'un critère d'évaluation et non pas d'une norme comme le veut le mode d'évaluation différentiel.

#### Tests de comportements typiques
Concernant l'évaluation des attitudes (intérêts, personnalité, valeur, etc.) on préférera l'utilisation du terme questionnaire à celui de test qui est plus spécifiquement lié à l'évaluation d'aptitudes. Selon la nature des questionnaires, on distingue les questionnaires à stimuli analytiques (on demande au sujet de se décrire par rapport à des situations particulières, décrites dans tous leurs détails) et les questionnaires à stimuli globaux (par exemple des adjectifs descriptifs de la personnalité, des énoncés de professions ou encore des verbes décrivant des activités professionnelles). Contrairement aux tests d'aptitudes, dans les questionnaires d'attitude, il n'y a pas de bonnes ou de mauvaises réponses :
- questionnaires d'intérêts : QIPOS, IRMR, Holland, Inventaire des Intérêts Professionnels-R (Central Test), BAC 2000, Néo-Kuder, JVIS, GROP, RAP, LIVAP/LIMET, Orientation 21 ;
- questionnaires de personnalité : shapes (cut-e), NEO PI-R (Editions Hogrefe), NEO FFFI, Locus of Control, D5D (ECPA), CPI, MBTI, Central Test Personality Inventory for Professionals (CTPI-Pro), Profil Pro-R (Central Test), L.A.B.E.L, PAPI (Cubiks), personnalité 21, PfPI questionnaire de personnalité au gravail (ECPA), PSV20 (AssessFirst) :
  - inventaires de troubles de la personnalité (Axe II du DSM): TD-12 (ECPA) ;
- questionnaires de valeurs : I.V.P.G. (inventaire de valeurs générales et professionnelles) ;
- questionnaires de motivations : test de motivation PRISM (éditeur central test), views (cut-e), AssessFirst MF20 ;
- questionnaire de compétences et personnalité : BIP, COMPER, Competency Profiler, TRIMA,AssessFirst PSV20 ;
- questionnaire d'évaluation du manager : LJI Hogrefe.

Les intéressés (internautes, psychologues professionnels, médiateurs ou responsables des ressources humaines) peuvent recourir aux services d'aide au choix en ligne réalisés par des psychométriciens, psychologues et pédagogues spécialisés sur des bases éthiques et nouvelles. Certains chercheurs ont innové et proposé, outre une approche strictement individuelle, une réelle interprétation immédiate en ligne.

### Tests en vue d'une évaluation clinique
De même que pour les tests psychométriques, les tests et instruments associés à une évaluation clinique (bande large) peuvent se distinguer selon que l'on cherche à évaluer les performances maximales (tests de situation) ou une conduite typique (tests projectifs).

#### Tests de situation (aptitudes)
Évaluation des performances maximales sur la base d'un comportement typique (évaluation de performances ou compétences-clés par l'observation des comportements observables lors d'une mise en situation), par exemple l'Assessment Center.

#### Tests projectifs et/ou psychopathologiques (attitudes)
Ils visent l'évaluation de la personnalité de l'examiné avec trait de personnalité et sa structure psychopathologique. On distingue les tests projectifs thématiques et les tests projectifs structuraux :
Le but est ici d'avoir des connaissances sur la structure ou l'organisation psychique de personnalité du sujet. On utilise des planches qu'on présente au patient dont on analysera les réponses du patient. Parmi les tests projectifs thématiques, on peut citer le Thematic Apperception Test, TAT qu'on fait souvent passer avec le test de Rorschach. La passation des deux permet en effet de pondérer l'effet produit par un stimulus non figuratif, planches du Rorschach et celui d'un stimulus plus figuratif, les planches du TAT. C'est la mise en commun et l'analyse des réponses à ces deux tests qui permettent de parler d'un examen projectif qui donne une appréhension globale de la personnalité de l'examiné qui n'aurait pas été possible uniquement à travers la clinique.
Le test de Szondi est encore utilisé pour des objectifs voisins.

##### Tests en psychiatrie et psychothérapie cognitivo-comportementale
Cette liste est loin d'être exhaustive, mais recense les principaux tests utilisés :
| - Dépression - HAD - BDI-13 - Questionnaire de pensées automatiques - MADRS - Hamilton - Addictions - MAST - Audit - (Nicotine) Fagestrom - Troubles du comportement alimentaire - EAT-40 - EDI - BITE (Bulimic Investigatory Test, Edinburgh) | - Anxiété - HAD - STAI - échelle d'anxiété de Hamilton - pour le TAG : PSWQ - Pour les TOC : - liste d'activités compulsives de Marks - liste des pensées obsédantes - échelle de Yale-Brown - Phobie sociale : - Rathus - Liebowitz - TAPIS de Glass - Phobie : FSS-III - Attaques de panique : PPAG - PTSD : PCLS (PT Checklist Scale) |